# Balaci
Balaci is een Roemeense gemeente in het district Teleorman.
Balaci telt 2125 inwoners.